# Mapping objet-document
 (août 2024).
Si vous disposez d'ouvrages ou d'articles de référence ou si vous connaissez des sites web de qualité traitant du thème abordé ici, merci de compléter l'article en donnant les références utiles à sa vérifiabilité et en les liant à la section « Notes et références ».
Un mapping document-objet (en anglais, object-document mapping ou ODM) est une solution logicielle capable de fournir, pour un langage de programmation capable de supporter le paradigme de programmation orienté objet, un travail de conversion entre les documents stockés dans base de données orienté document et les instances de classes représentant ces documents, définis en amont.
Un ODM se comporte ainsi comme une interface entre le programme qui cherche à manipuler les données présentes dans la base de données, et la base de données. Il agit dans le but de rendre la manipulation des données plus intuitive pour le développeur, et permet une certaine sécurité quant à cette manipulation (par exemple, en interdisant la modification de certains attributs dans un type qui ne serait pas autorisé).